# Gary Murphy

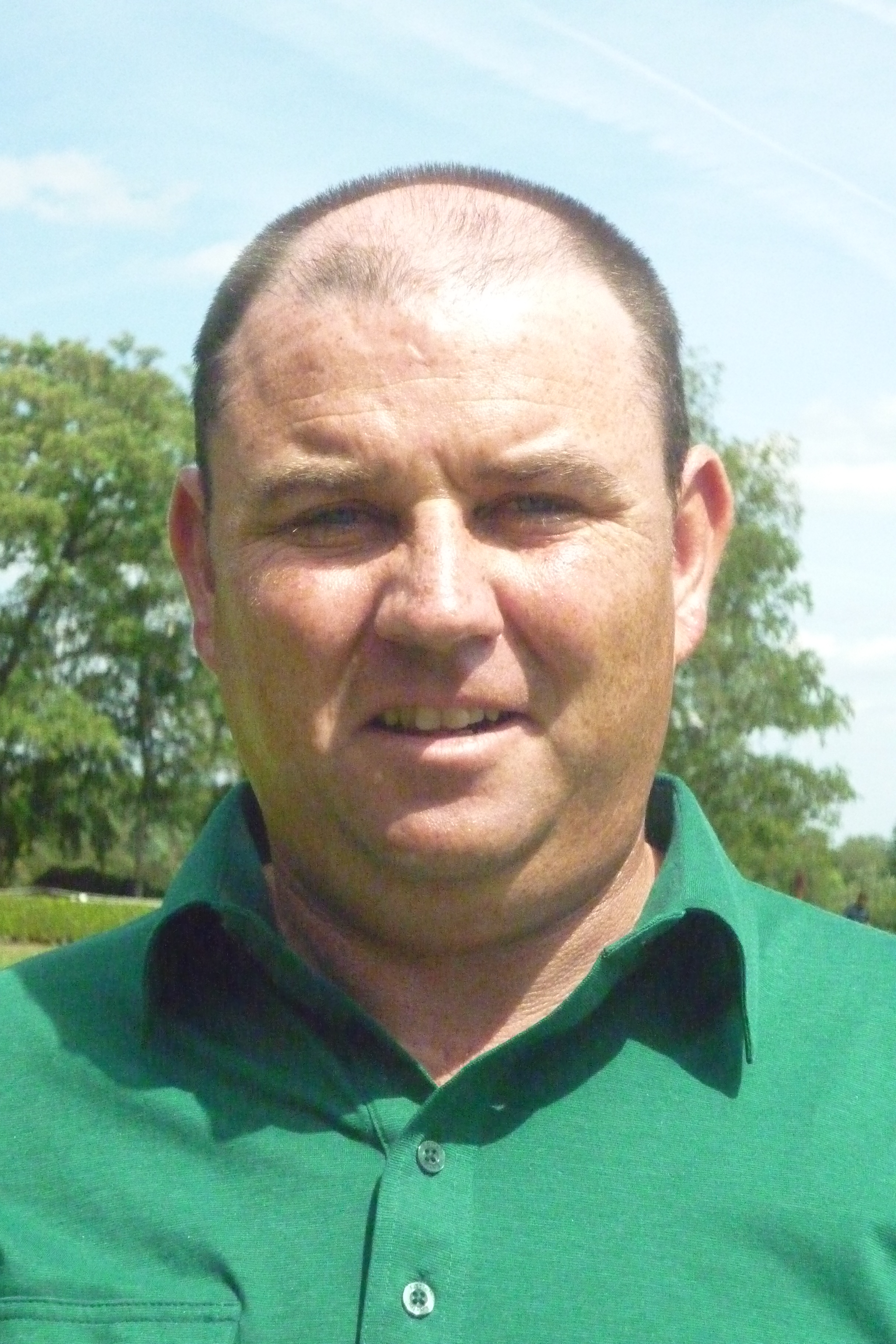
Gary Murphy

Gary Murphy (Kilkenny, 15 oktober 1972) is een professioneel golfer uit Ierland.

## Amateur
Murphy werd al op jonge leeftijd als caddie door zijn vader naar de golfbaan meegenomen en op 11-jarige leeftijd mocht hij zelf spelen. In 1992 werd hij nationaal kampioen.
- 1992: Irish Amateur Closed Championship

## Professional
Murphy werd in 1995 professional. Hij begon te spelen op de Aziatische PGA Tour en speelt nu op de Europese PGA Tour. 
In 1997 won Murphy de Tourschool van de Aziatische Tour. Nadat hij daar twee seizoenen had gespeeld, probeerde hij de Europese Challenge Tour. Op de Tourschool in 1999 verdiende hij zijn spelerskaart voor de Europese PGA Tour van 2000 maar verdiende daar niet genoeg om zijn kaart te behouden. In 2001 en 2002 moest hij weer naar de Challenge Tour, maar sindsdien lukt het hem steeds zijn kaart op de Europese Tour te behouden.
- 2005: Azores Open